# Jah Reid
Jah Reid (Haines City, 21 luglio 1988) è un giocatore di football americano statunitense che gioca nel ruolo di offensive tackle per i Kansas City Chiefs della National Football League (NFL). Fu scelto nel corso del terzo giro (85º assoluto) del Draft NFL 2011 dai Baltimore Ravens. Al college ha giocato a football alla University of Central Florida.

## Carriera professionistica

### Baltimore Ravens
Reid fu scelto nel corso del terzo giro del Draft 2011 dai Baltimore Ravens. Nella sua stagione da rookie disputò tutte le 16 partite della stagione regolare, nessuna delle quali come titolare. La successiva ne giocò nove, di cui sette come partente, vincendo il Super Bowl XLVII contro i San Francisco 49ers. Nel 2013 disputò dieci partite, ma nessuna come titolare.

## Palmarès
- Super Bowl : 1

Baltimore Ravens: Super Bowl XLVII
- American Football Conference Championship: 1

Baltimore Ravens: 2012

## Statistiche
| Partite totali             | 49 |
| Partite totali da titolare | 17 |
| Fumble recuperati          | 0  |

Statistiche aggiornate alla stagione 2015